# آلبرت بارو
آلبرت بارو (زاده آوریل ۱۹۹۶. سانت استبه دپلاوتردرا ،بارسلون، اسپانیا) یک بازیگر اسپانیایی است که برای بازی در ایفای نقش خوان کاپدویلا در سریال جوانان مرلی و برونو سالوات در سریال سریال بوئنوس آیرس آرژانتین، سرزمین عشق و انتقام، شناخته شده‌است.

## زندگی‌نامه
آلبرت بارو که از والدینی با سنت در تئاتر متولد شده، درتئاتر افق سنت استیو د پالا وتوردرا آموزش دید، که با آن چندین نمایش تئاتر همانند" لس پاستورس، سونامی در آغوش سنت استیو و گریس را روی صحنه برده‌است. در سن دوازده سالگی، نخستین کار حرفه ای خود را با نقش آفرینی در جوهان در طول فصل نهم و بخشی از فصل دهم سریال قلب شهر کسب کرد. در سال ۲۰۰۹، او در نسخه تلویزیونی صدای پامانو، رمانی از ژومه کاربه شرکت کرد. در سال ۲۰۱۲، او اولین حضور خود را روی پرده بزرگ با بازی گابی، یکی از قهرمانان فیلمبچه‌های وحشی انجام داد و در سال ۲۰۱۴ در راست دست به کارگردانی مارک کارته ظاهر شد. از سوی دیگر در تئاتر در نمایشببر‌های ما شیر می‌شوند اثر آلبرت اسپینوزا که در تئاتر ملی کاتالونیا اجرا شد، شرکت کرده‌است.
در سال ۲۰۱۵ به جمع بازیگران سریال مرلی اضافه شد. وی در موزیک ویدیو «هرچه کمتر بدانم بهتر است» توسط گروه استرالیایی تیم ایمپلا ظاهر شد. بین سال‌های ۲۰۱۵ و ۲۰۱۶، او یک دوره بازیگری را در مدرسه لورا جو گذراند و در نمایشنامه شهروندی که در ماه مارس در بارسلونا به نمایش گذاشته شد، شرکت کرد. او در سال ۲۰۱۸ در سریال تی وی یی خدمت و محافظت کنید شرکت نمود. وی همچنین در تلویزیون بوئنوس آیرس، آرژانتین، سرزمین عشق و انتقام ال تریس، از بوئنوس آیرس، نقش آفرینی کرد و در نقش برونو، یک کاتالانی که از جنگ داخلی فرار می‌کرد، بازی کرد. در سال ۲۰۲۱ حضور او در سریال نتفلیکس به عدن خوش آمدید اعلام شد.

## فیلم‌شناسی

### تلویزیون
| سال       | عنوان                         | شخصیت         | کانال          | درجات                          |
| --------- | ----------------------------- | ------------- | -------------- | ------------------------------ |
| ۲۰۰۸–۲۰۰۹ | قلب شهر                       | یوهان         | تی وی۳         | بازیگران مکمل، ۱۲ قسمت         |
| ۲۰۰۹      | دیدنی پامانو                  | جیمز          | تی وی۳         | بازیگران مکمل، ۲ قسمت          |
| ۲۰۱۵–۲۰۱۷ | مرلی                          | جوآن کاپدویلا | تی وی۳         | بازیگران اصلی، ۴۰ قسمت         |
| ۲۰۱۷–۲۰۱۸ | خدمت و محافظت کنید            | دیوید مرینو   | ۱              | بازیگران اصلی (فصل ۲)، ۵۸ قسمت |
| ۲۰۱۹      | آرژانتین، سرزمین عشق و انتقام | برونو سالوات  | سیزده          | قهرمان داستان، ۲۰۵ قسمت        |
| ۲۰۱۹      | پیچ خورده آنلاین              | همین‌طور       | جریان          | مشارکت ویژه، ۱ قسمت            |
| ۲۰۲۰      | در داخل خانه                  | ایناکی        | یوتیوب / جریان | مشارکت ویژه، ۳ قسمت            |
| ۲۰۲۱      | yreal                         | رائول         | پلیز           | بازیگران مکمل، ۶ قسمت          |
| ۲۰۲۲      | به عدن خوش آمدید              | آلدو          | نتفلیکس        | اصلی، ۳ قسمت                   |

### سینما
| سال  | عنوان              | شخصیت | کارگردان      |
| ---- | ------------------ | ----- | ------------- |
| ۲۰۱۲ | بچه‌های وحشی        | گابی  | پاتریشیا فررا |
| ۲۰۱۴ | آسمودکسی           | ژان   | مارک کارته    |
| ۲۰۱۸ | قوانین ترمودینامیک | شاگرد | متیو گیل      |

### تئاتر
- ببرهای ما شیر می‌نوشند، دیر. آلبرت اسپینوزا تئاتر ملی کاتالونیا (۲۰۱۳)
- ارثیه، دیر. خواکیم بوندو. میکرو تئاتر بارسلونا (۲۰۱۵)
- گلیتر، کارگردان. اوریول ویلا و راکل سالوادور. میکرو تئاتر بارسلونا. باشگاه بارتز بارسلونا (۲۰۱۶)
- ثروت سیلویا، کارگردان: جوردی پرات کول. تئاتر ملی کاتالونیا (۲۰۱۶–۲۰۱۷)
- بهشت، دایر. اوریول ویلا و راکل سالوادور. تئاتر پلیراما (۲۰۱۶–۲۰۱۷)